# 蒙特塞拉特 (密蘇里州)
蒙特塞拉特（英語：Montserrat）是位於美國密蘇里州約翰遜縣的非建制地區。

## 歷史
蒙特塞拉特的郵局於1872年設立，其後於1954年停運。

## 地理
蒙特塞拉特所處的海拔為高於海平面248米（即814英呎），而該地所採用的時區為UTC-6，即北美中部時區（CST）。同時該地設有夏令時間，為UTC-6調快一小時，即UTC-5（CDT）。